# طاهر بن عبد الله
طاهر بن عبد الله بن طاهر (توفي 862) حاكم خراسان الطاهريي من 845 حتى 862. كان واليا لمدة سبعة عشر عامًا في عهد الخليفة العباسي الواثق والمتوكل والمنتصر.
خلال حياة والده عبد الله، أُرسل طاهر إلى السهوب إلى الشمال من أجل إبقاء الأوغوز الأتراك في طابور؛ تلقى مساعدة السامانين عندما توفي والده عبد الله عام 844م، في البداية عيَّن الخليفة الواثق إسحاق بن إبراهيم بن مصعب خلفًا لعبد الله في خراسان، لكنه عكس هذا القرار وعين طاهر حاكمًا.
لا يُعرف سوى القليل عن حكم طاهر، على الرغم من وجود اضطرابات في بعض المقاطعات النائية مثل سيستان، التي سيطر عليها صالح بن النضر. توفي طاهر عام 862 م. نصت وصيته على أن يخلفه ابنه الصغير محمد، وقد كرمه الخليفة بذلك.